# کیم گوک هی
کیم گوک هی (کره‌ای: 김국희؛ زادهٔ ۱ دسامبر ۱۹۸۵) بازیگر و مدل اهل کره جنوبی است. او به خاطر ایفای نقش در مجموعه‌های تلویزیونی از برامس خوشت میاد؟، جیریسان و فیلم ۱۹۸۷: وقتی روز فرا می‌رسد شناخته می‌شود.